# Fritz W. Schulz
Pour les articles homonymes, voir Fritz Schulz (homonymie) et Schulz.
Fritz W. Schulz, né Friedrich Wilhelm Schulz le 2 avril 1884 à Berlin et mort le 12 juin 1962 à Hambourg, est un peintre allemand, spécialisé dans la peinture maritime.

## Biographie
Il naît à Berlin en 1884. En 1907, il entre à l'académie des arts de sa ville de naissance situé dans le quartier de Charlottenbourg et étudie la peinture auprès de Paul Friedrich Meyerheim et Carl Saltzmann (de). Il étudie également auprès de Théophile Alexandre Steinlen à Paris et commence à peindre sous le diminutif de Fritz W. Schulz, signant ses œuvres de l'acronyme FWS.
En 1909, il est nommé sous-lieutenant dans l'armée de réserve de la Deutsches Heer et affecté dans un régiment d'infanterie à Neuruppin. Lorsque la Première Guerre mondiale commence, il est envoyé au combat et blessé. Il passe alors le restant de la guerre dans les services aériens de l'armée.
A la fin de la guerre, il se marie et retourne à Berlin ou il reprend sa carrière de peintre. En 1925, il visite la Norvège et effectue un voyage à Galveston aux États-Unis en 1931.
En 1945, pendant la Seconde Guerre mondiale, il fuit les bombardements de Berlin et se réfugie à Neuruppin puis à Åbenrå au Danemark. Jusqu'en 1948, il vit dans le camp de réfugiés d'Oksbøl (en), le plus grand camp de réfugiés allemands du pays.
A la fin de l'année 1948, il peut rentrer en Allemagne et s'installe alors avec sa famille à Aldingen dans le land du Bade-Wurtemberg.
En 1951, il déménage à Stuttgart et vit à partir de 1955 dans le quartier de Hambourg-Langenhorn à Hambourg, ou il décède en 1962. Il est enterré dans le cimetière d'Ohlsdorf.
Ces œuvres sont notamment visibles au Deutsches Schiffahrtsmuseum et au Musée allemand de la mer (de) à Berlin,

## Galerie

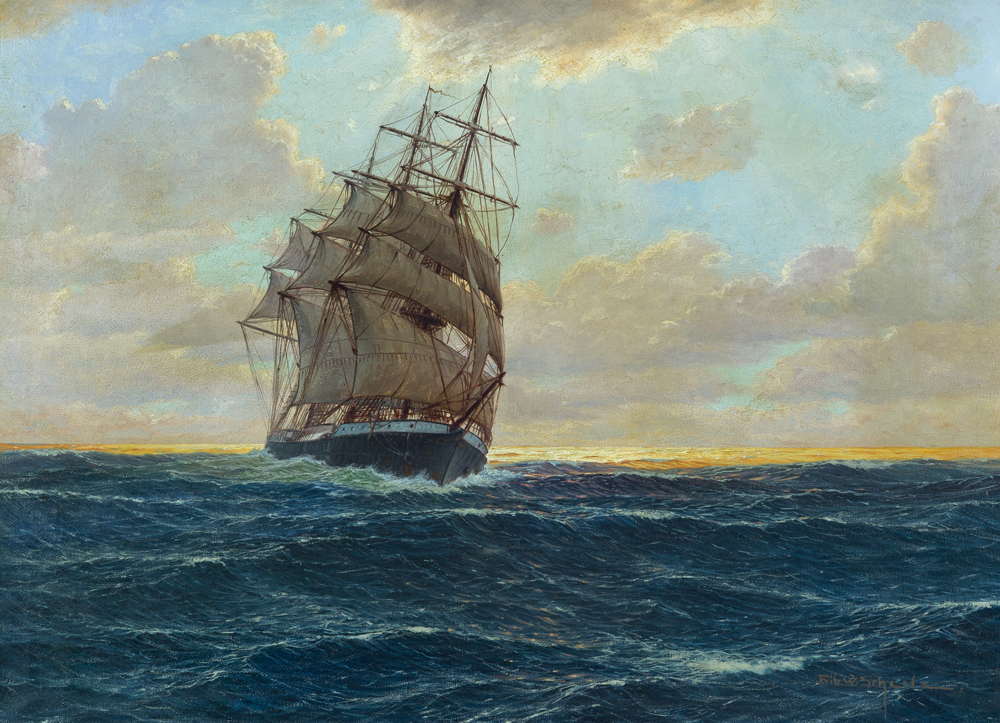
Dreimaster auf See (entre 1925 et 1950)
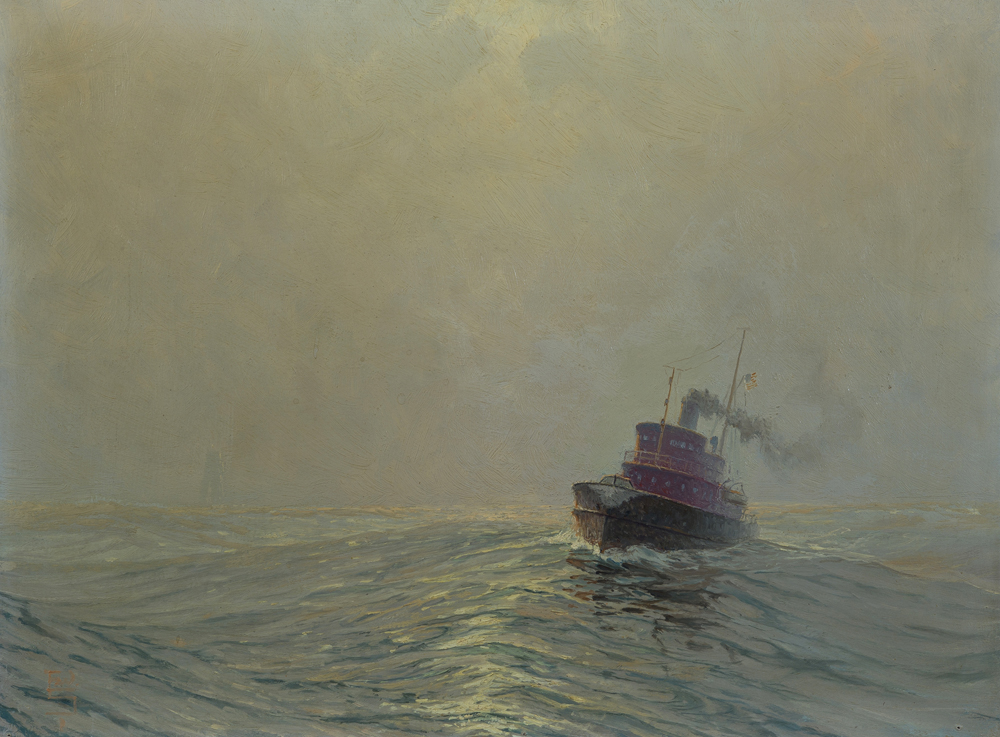
Auf der Neufundlandbank (entre 1925 et 1950)
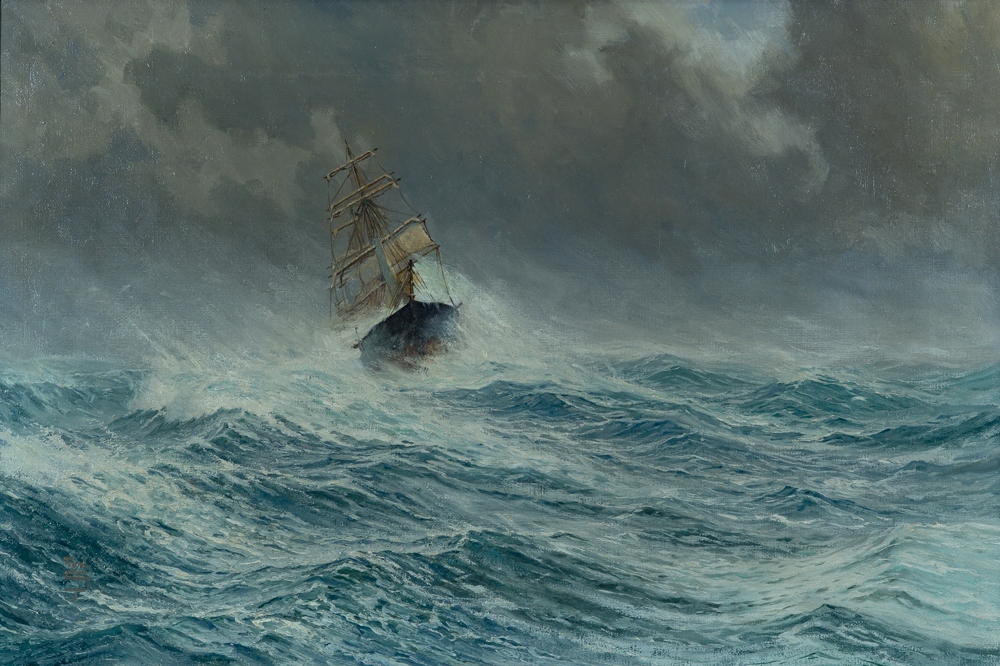
Sturmwind (entre 1925 et 1950)
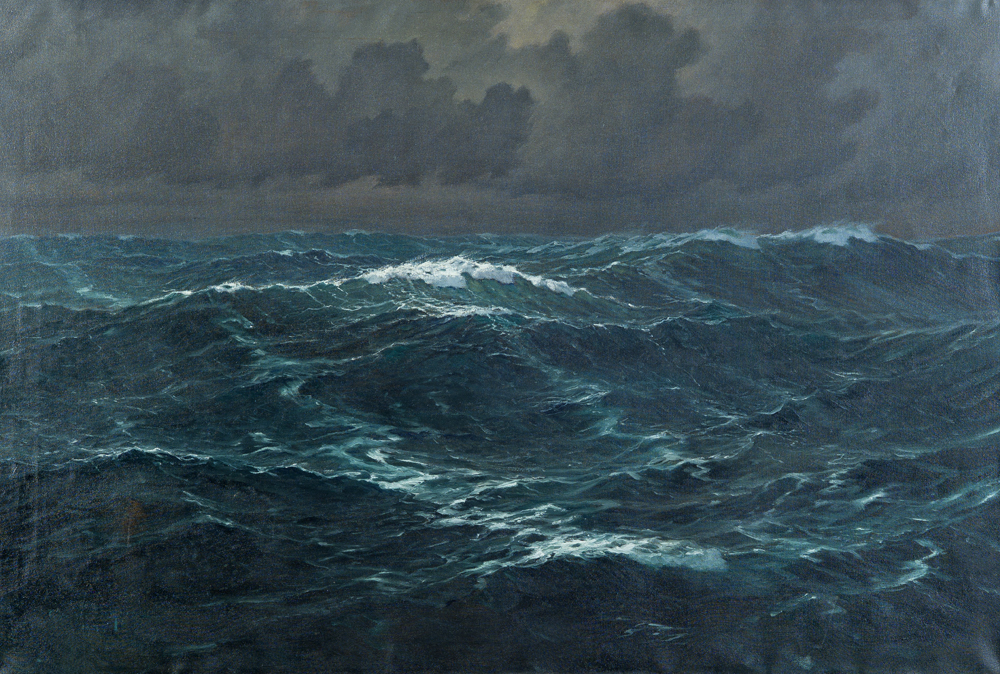
Tosende See (entre 1925 et 1950)
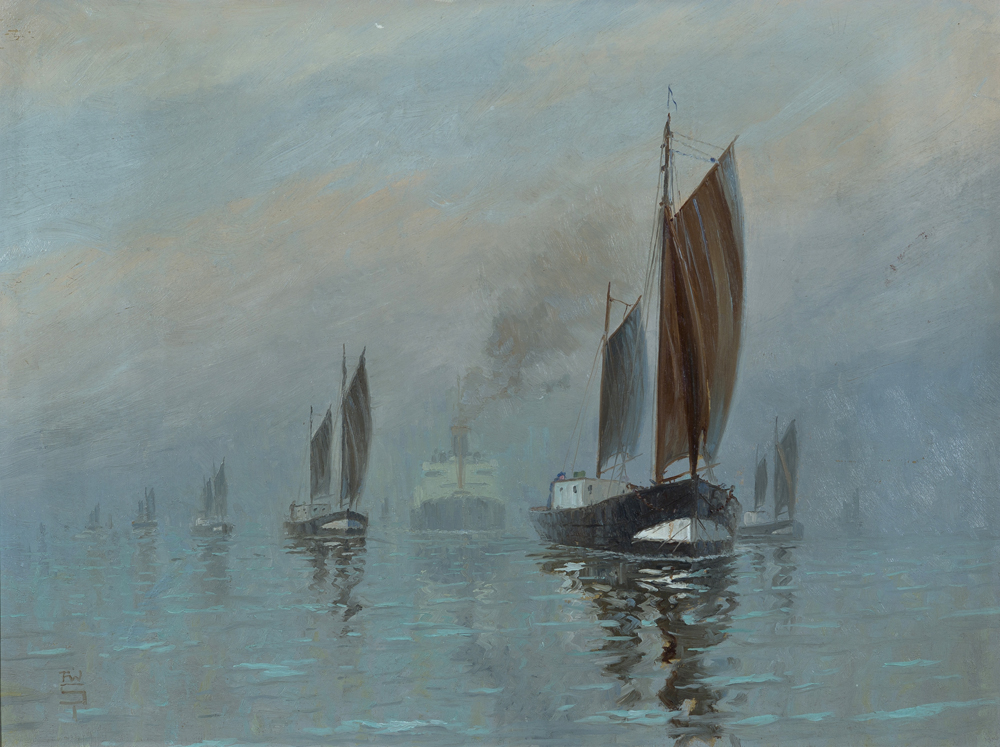
Schiffe im Nebel (entre 1925 et 1950)